# Alastair Fothergill
Alastair David William Fothergill (nascut el 10 d'abril de 1960) és un productor britànic de documentals sobre la natura per a televisió i cinema. És el productor de sèries de la sèrie The Blue Planet (2001), Planet Earth (2006) i codirector de els llargmetratges associats Deep blue, la pel·lícula del Planeta Blau i Earth.

## Biografia
Nascut a Londres, Fothergill va assistir a l'Orley Farm School i a la Harrow School. Va estudiar zoologia a la St Cuthbert's Society, Durham a la Durham University i va fer la seva primera pel·lícula, On the Okavango, mentre encara era estudiant.
Fothergill es va unir a la BBC Natural History Unit el 1983, treballant a The Really Wild Show, Wildlife on One i The Trials of Life de David Attenborough. Va ser nomenat cap de la Unitat el 1992, i durant el seu mandat va produir la sèrie premiada d'Attenborough Life in the Freezer.
Va ser guardonat amb la Medalla i Premi Cherry Kearton de la Royal Geographical Society el 1996.
El juny de 1998, va cessar com a cap de la Unitat d'Història Natural per concentrar-se en el seu treball com a productor de sèries a la multipremiada The Blue Planet. El 2006 va completar la seva següent sèrie important Planet Earth, que va guanyar el Cinema for Peace Clean Energy Award a la Gala Cinema for Peace de Berlín el 2008.
Més recentment, va ser productor executiu de Frozen Planet (2011) i The Hunt (2015).
També ha presentat diversos programes de televisió, entre ells The Abyss i és autor de cinc llibres.
El 2008, va signar un acord de diverses imatges amb la recentment formada Disneynature. Els primers títols sota l'acord de Disneynature havien estat, de moment, African Cats (2011), Chimpanzee (2012), Bears (2014), Penguins (2019), Dolphin Reef (2020), i Polar Bear (2022) co-dirigida amb Keith Scholey, Mark Linfield, i Jeff Wilson.
El 2012 va deixar la BBC per cofundar Silverback Films amb Keith Scholey. Silverback Films fa sèries d'història natural de referència per a diversos clients, com ara Netflix (Our Planet, Our Planet 2 i Life On Our Planet) i la BBC (The Mating Game i Wild Isles).
El 2016, Fothergill va ser nomenat membre de la Royal Television Society pel seu treball en programació d'història natural. Va ser nomenat Oficial de l'Orde de l'Imperi Britànic (OBE) a les Honors d'aniversari de 2019 pels serveis per al cinema.

## Vida personal
Fothergill viu a Bristol amb la seva dona Melinda (de soltera Barker) i dos fills, Hamish i William.

## Crèdits de cinema i televisió
- The Really Wild Show (1986) – productor
- Wild Britain (1987) – productor
- Reefwatch (1988) – productor associat
- Wildlife on One (1988–92) – productor
- The Trials of Life (1990) – assistent de producció
- Life in the Freezer (1993) –productor de sèries
- Natural World, episodi "South Georgia: An Island All Alone" (1998) – productor
- The Blue Planet (2001) – productor de sèries
- Going Ape (2002) – presentador (amb Saba Douglas-Hamilton)
- The Abyss – Live (2002–2003) - productor executiu i presentador (amb Michael deGruy, Kate Humble i Peter Snow)
- Deep blue, la pel·lícula del Planeta Blau (2003) – escriptor i director (amb Andy Byatt)
- Planet Earth (2006) – productor de sèrie
- Earth (2006) – escriptor i director (amb Mark Linfield)
- Frozen Planet (2011) – productor executiu
- African Cats (2011) – escriptor i director (amb Keith Scholey)
- Chimpanzee (2012) – escriptor i director (amb Mark Linfield)
- Dolphin Reef (2013) - director (amb Keith Scholey)
- Bears (2014) - director (amb Jeff Wilson)
- David Attenborough: A Life On Our Planet (2020) - productor executiu
- Polar Bear (2022) – director (amb Jeff Wilson)
- Life on Our Planet - productor executiu (amb Steven Spielberg, Keith Scholey, Darryl Frank i Justin Falvey)